# Советская улица (Севастополь)
Советская улица — одна из центральных улиц Севастополя, расположена в Ленинском районе на Центральном городском холме между Матросским бульваром и площадью Ушакова.

## История
Советская улица ранее именовалась Чесменской в честь победы русского флота над турецким в бухте Чесма (1770). Эта победа имела столь важное значение для России, что по распоряжению Екатерины II для прославления победы был создан мемориальный Чесменский зал в Большом Петергофском дворце (1778—1779), были воздвигнуты 2 памятника этому событию: Чесменский обелиск в Гатчине (1775) и Чесменская колонна в Царском Селе (1778), а также построены Чесменский дворец (1774—1777) и Чесменская церковь святого Иоанна Предтечи (1777—1780) в Санкт-Петербурге.
Чесменская улица Севастополя формировалась и застраивалась в 70—80-х годах XIX века. Улица начиналась на Мичманском бульваре (ныне Матросский) заканчивалась на площади Новосильского (ныне Ушакова). На Чесменской улице находились здания военного ведомства, казенные и частные учебные заведения, культовые здания и частные дома. Жителями были крупные чиновники, офицеры, врачи и преподаватели. В доме № 63 проживала семья художника М. М. Казаса.
3 января 1921 года постановлением Реввоенкома она была переименована в Советскую улицу вместе с нескольким другими улицами и площадями Севастополя.
На Советской улице сохранились множество памятников архитектуры, включённых в список исторически ценных градоформирующих объектов Севастополя.

## Здания
- № 24 — Жилой дом
- № 34 — Жилой дом
- № 57 — Бывшее Севастопольское Константиновское реальное училище, сейчас Гимназия № 3

## Галерея

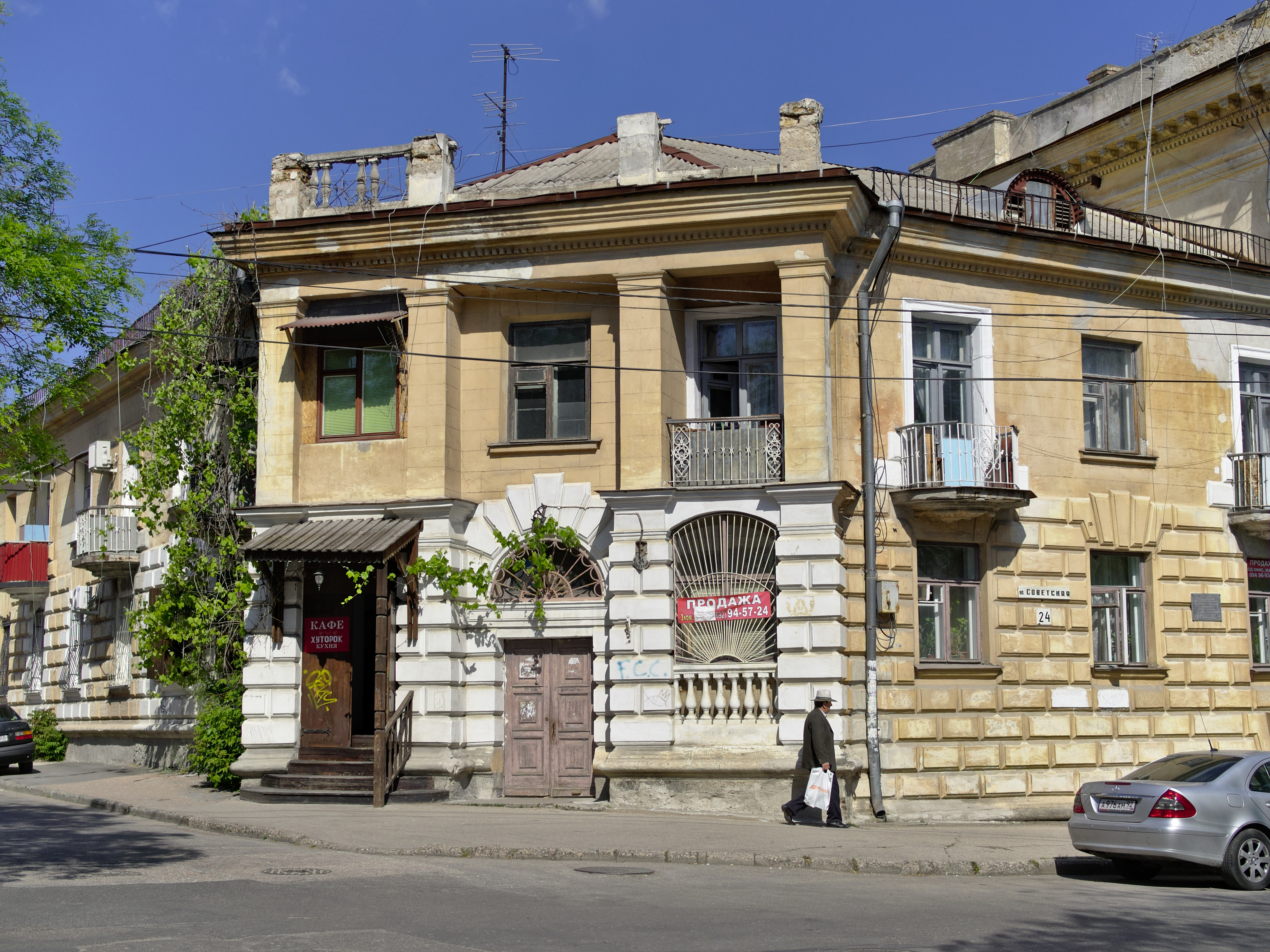
Жилой дом (Советская ул., 24)
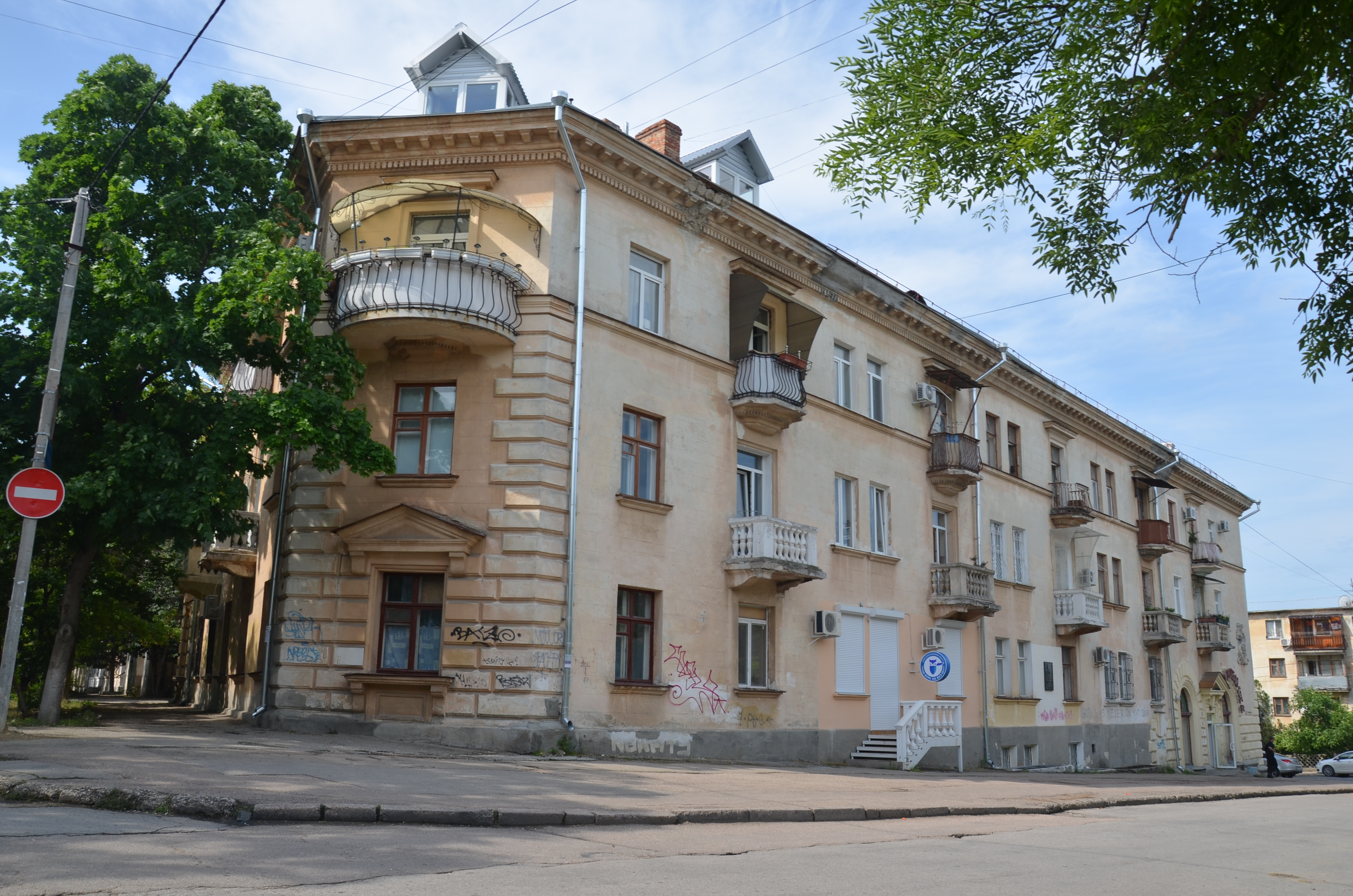
Жилой дом (Советская ул., 34)
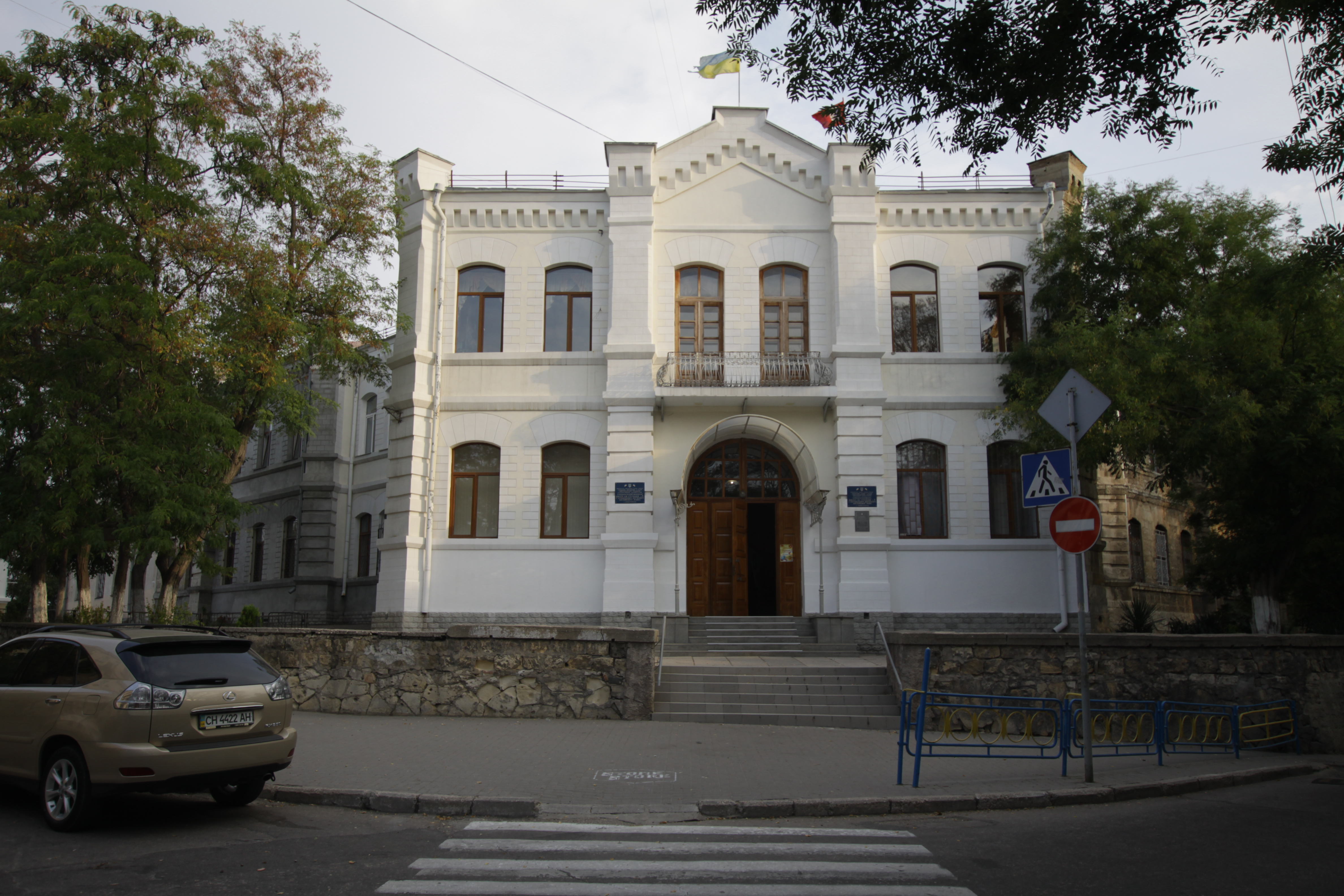
Гимназия № 3 (Советская ул., 57)
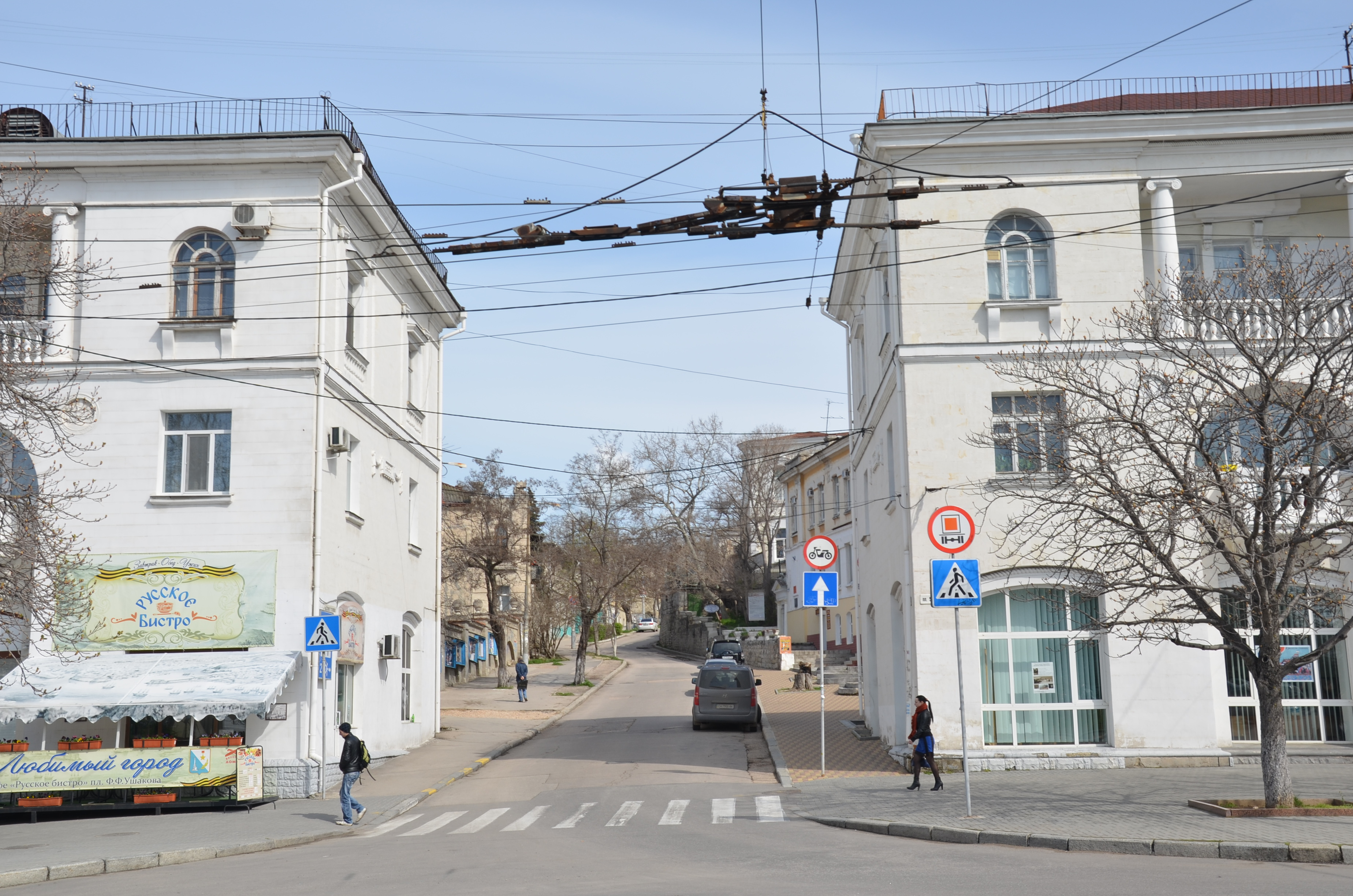
Вид на Советскую ул. со стороны пл. Ушакова